# Melvin Bresser
Melvin Bresser (Apeldoorn, 20 augustus 1987) is een Nederlands voetballer die als verdediger en middenvelder voor AGOVV Apeldoorn speelde.

## Carrière
Melvin Bresser speelde in de jeugd van AGOVV Apeldoorn. Op 22 september 2006 debuteerde hij voor AGOVV in de Eerste divisie, in de met 3-0 gewonnen thuiswedstrijd tegen FC Den Bosch. Hij kwam in de 72e minuut in het veld voor Hüseyin Cengiz. In twee seizoenen speelde hij zeven wedstrijden in de Eerste divisie voor AGOVV, waarna hij in 2008 naar de amateurtak van deze club vertrok. Hierna speelde hij nog voor SDC Putten, WHC, CSV Apeldoorn en AVV Columbia.

### Statistieken
| Seizoen                   | Club            | Land           | Competitie     | Competitie | Competitie | Beker | Beker | Totaal | Totaal |
| Seizoen                   | Club            | Land           | Competitie     | Wed.       | Dlp.       | Wed.  | Dlp.  | Wed.   | Dlp.   |
| ------------------------- | --------------- | -------------- | -------------- | ---------- | ---------- | ----- | ----- | ------ | ------ |
| 2006/07                   | AGOVV Apeldoorn | Nederland      | Eerste divisie | 4          | 0          | 1     | 0     | 5      | 0      |
| 2007/08                   | AGOVV Apeldoorn | Nederland      | Eerste divisie | 3          | 0          | 1     | 0     | 4      | 0      |
| Carrièretotaal            | Carrièretotaal  | Carrièretotaal | Carrièretotaal | 7          | 0          | 2     | 0     | 9      | 0      |
| Bijgewerkt op 31 mei 2020 |                 |                |                |            |            |       |       |        |        |